# ベルンハルト・パンコック
ベルンハルト・パンコック（Bernhard Pankok,1872年5月16日 - 1943年4月5日）はドイツの画家、イラストレーター、インテリアデザイナーである。ドイツにおける美術工芸運動に貢献し、シュトゥットガルトの美術学校の校長も務めた。

## 略歴
ミュンスターで生まれた。1889年から1891年までデュッセルドルフ美術アカデミーで、ハインリヒ・ラウエンシュタインやアドルフ・シル、フーゴー・クローラ、ヨハン・ピーター・テオドール・ヤンセンに学んだ。

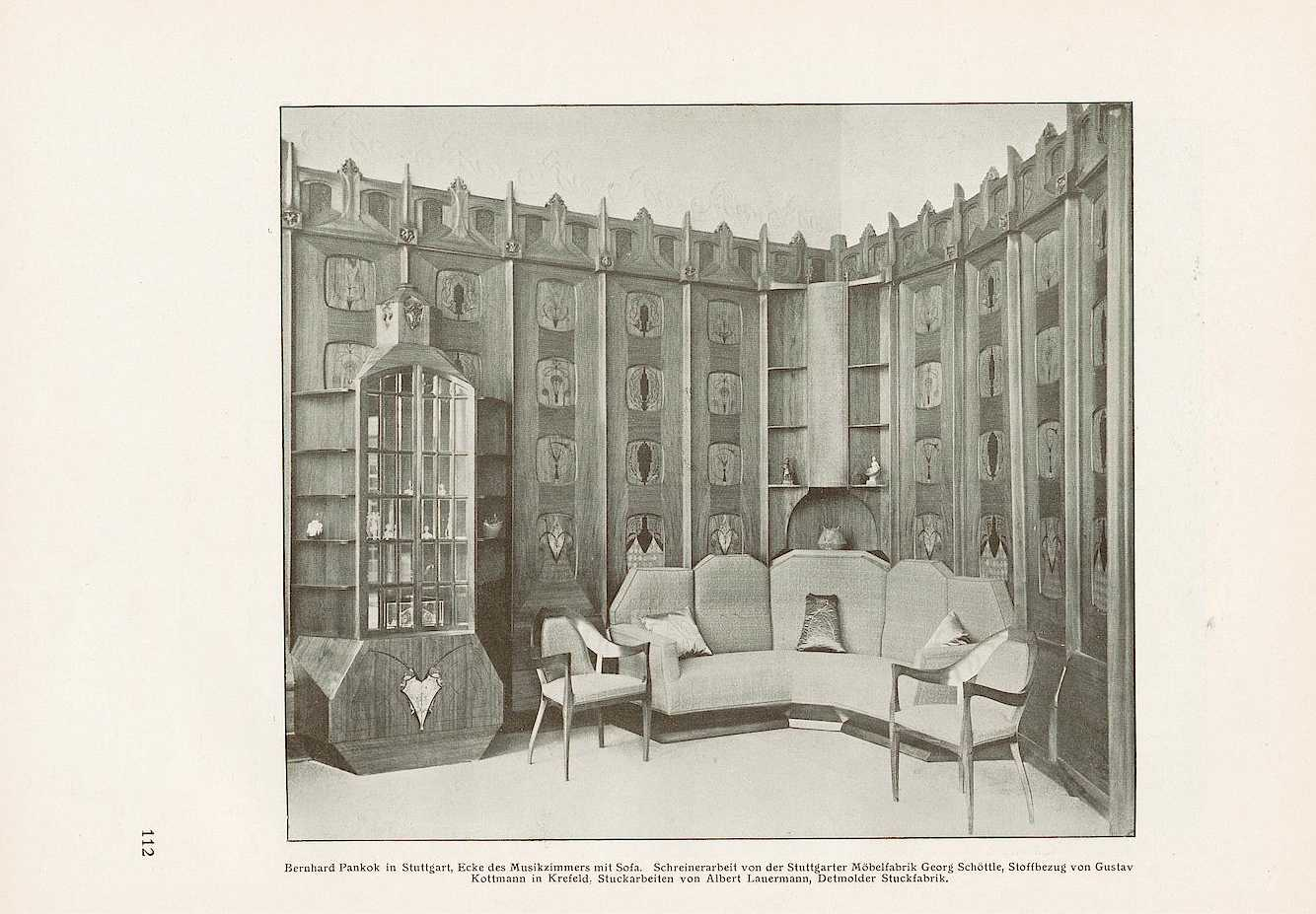
1904年の展覧会に展示された居間のデザイン

1892年にミュンヘンにスタジオを開き、画家、イラストレーターとして働き、ミュンヘンの雑誌、「Pan」や、「Jugend 」のイラストレータとして働いた。1902年までミュンヘンに住み、オットー・エックマン、リヒャルト・リーマーシュミット、ブルーノ・パウルとともにミュンヘン手工芸連合工房（Vereinigte Werkstätten für Kunst im Handwerk, München）の創立メンバーとなり、ドイツの美術工芸運動をの推進者の一人となった。1901年にミュンスターの画家、Ferdinand Florenz Coppenrathの妹と結婚した。
1902年にシュトゥットガルトに移り、シュトゥットガルトの美術学校 （後のStaatliche Akademie der Bildenden Künste Stuttgart）で教えはじめ、美術学校が王立学校に改組された後、1913年から1934年まで校長を務めた。1907年に「ベルリン分離派」のメンバーとなり、「ドイツ工作連盟」の会員にもなり、1914年にケルンで開かれたドイツ工作連盟の最初の展覧会の主要メンバーとなった。多くの美術学校の教授がナチスの党員になったが、パンコックは1937年に引退するまで、党員にならなかった。
バイエルン州ミュンヘン郡のBaierbrunnで死去した。

## 作品

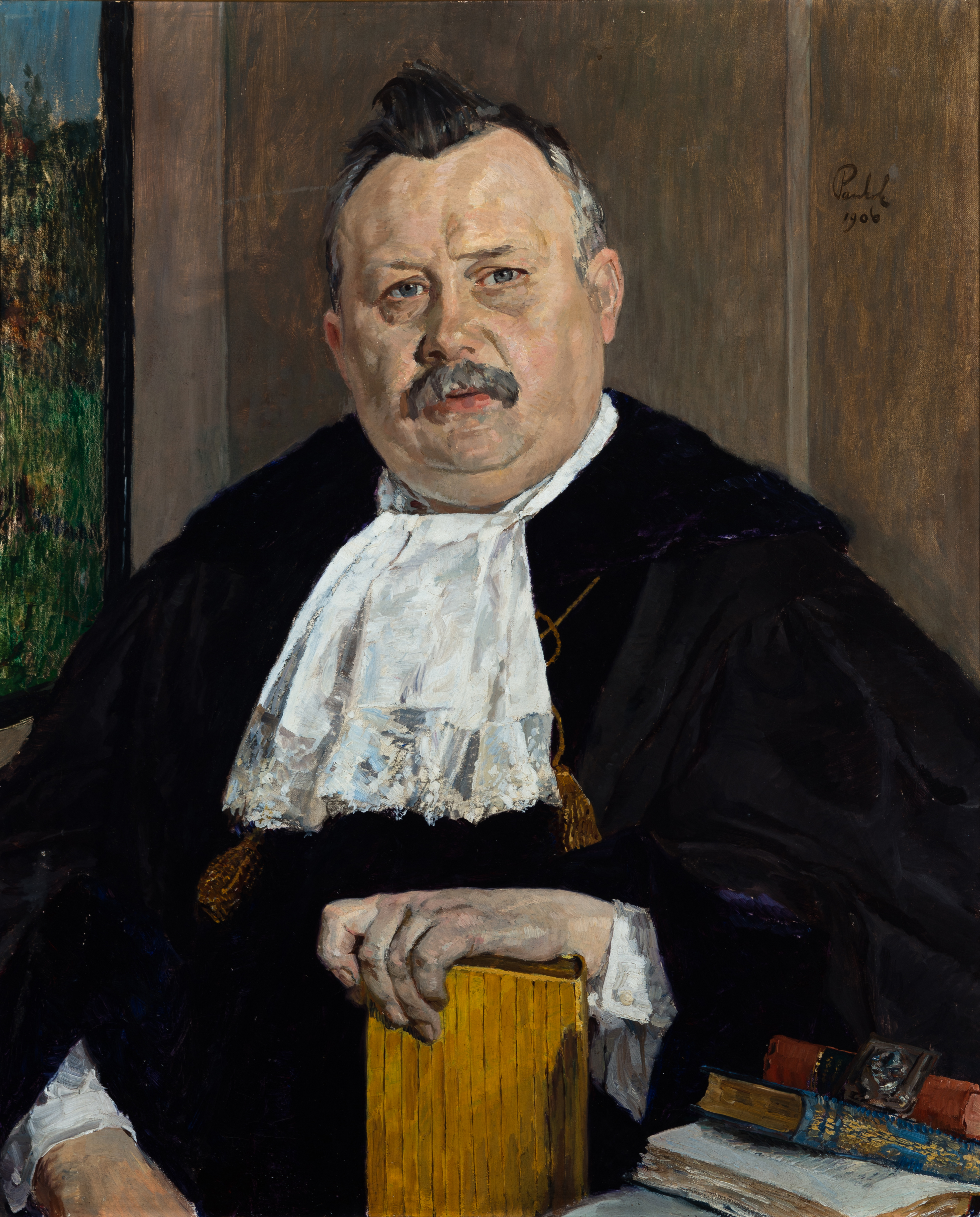
肖像画-Konrad von Lange(美術館長)
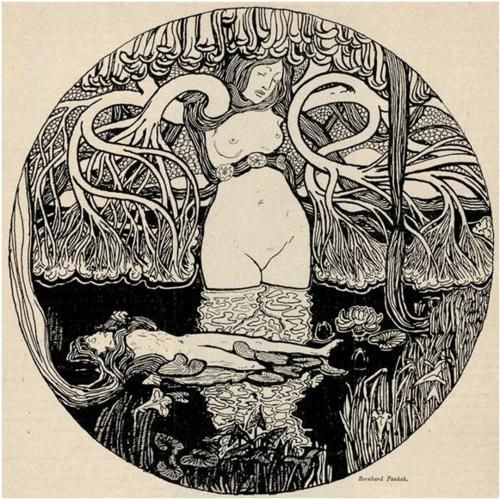
雑誌「Jugend」挿絵 (1896)
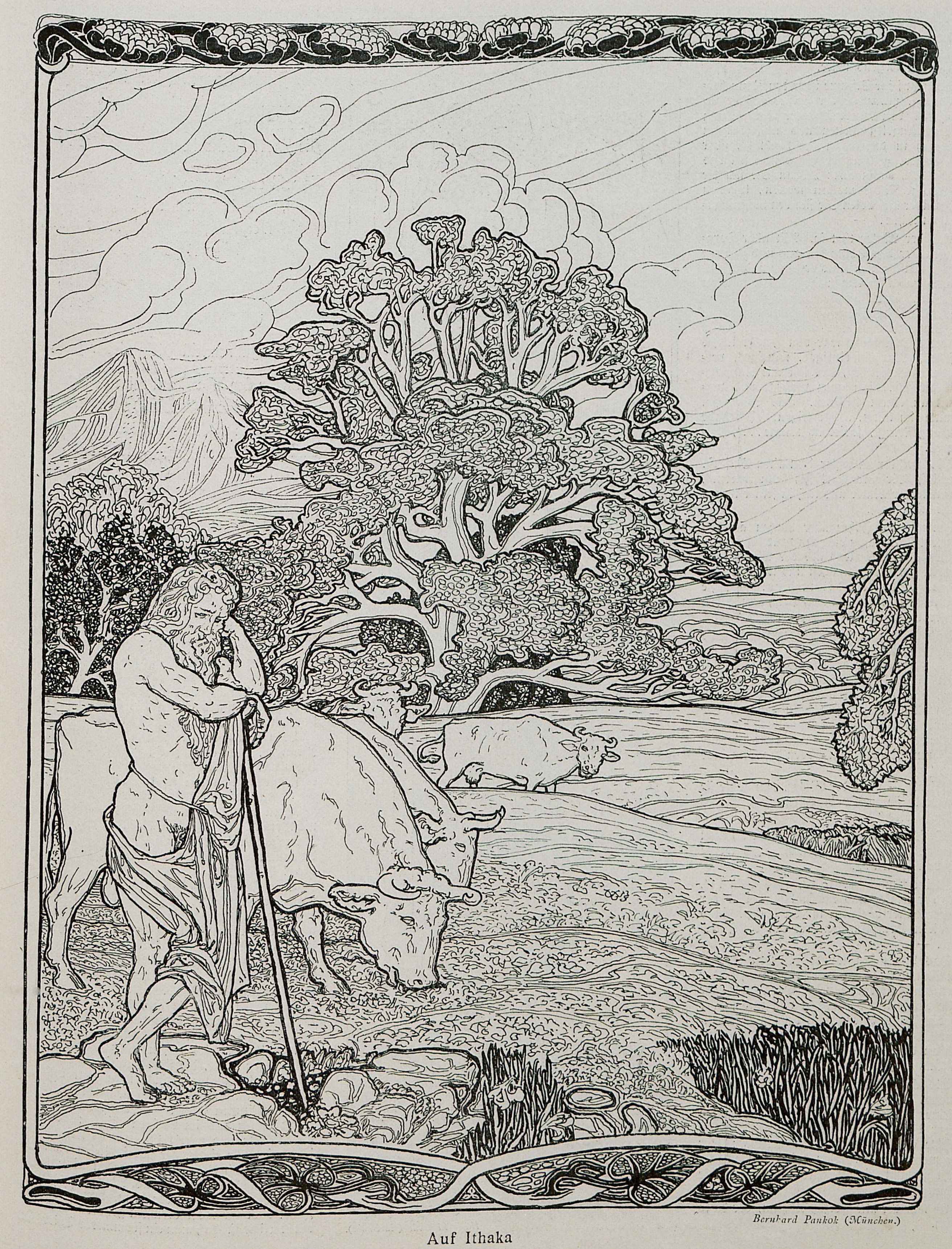
雑誌「Jugend」挿絵 (1897)
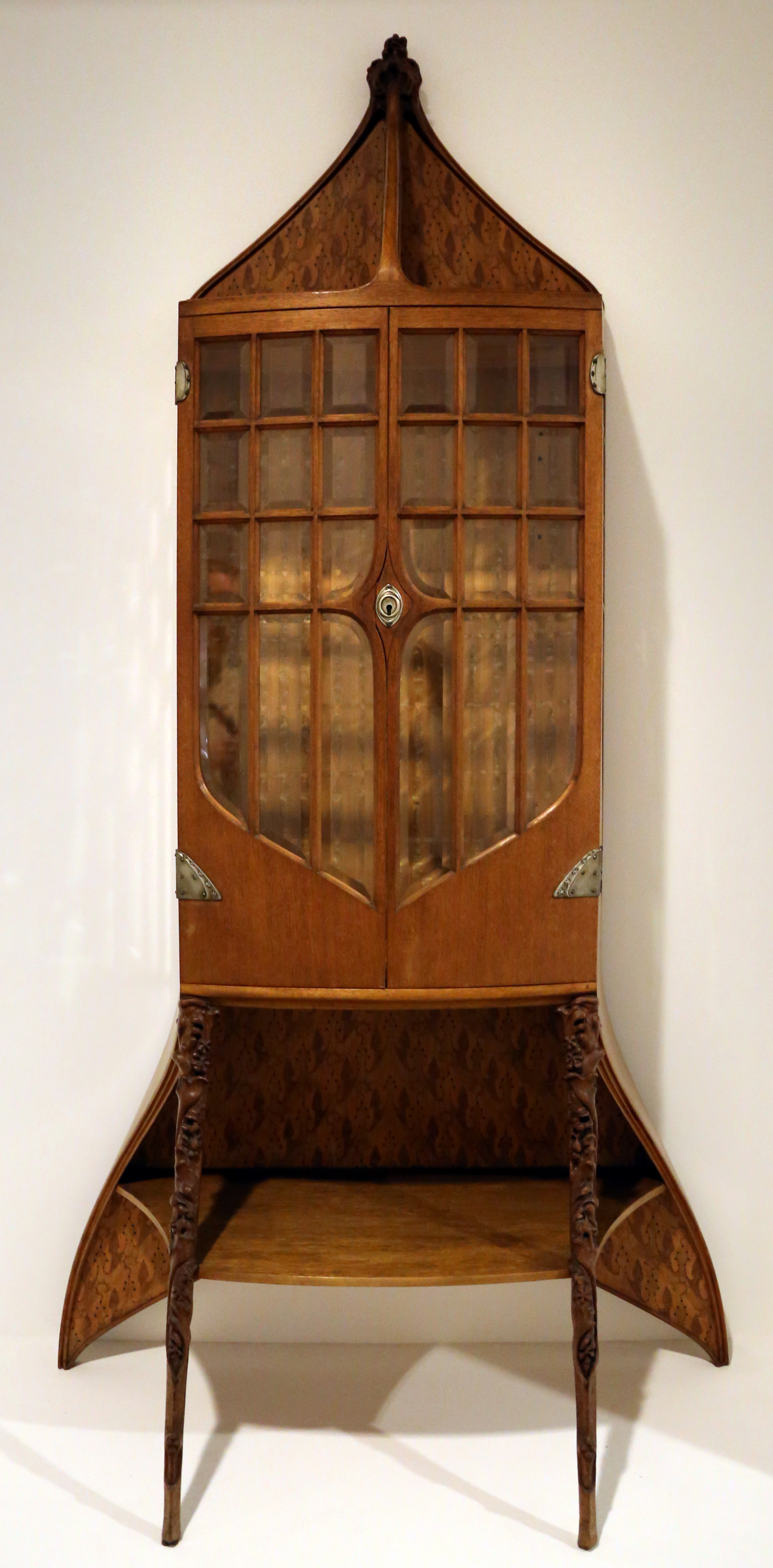
家具のデザイン